# Lídia Cruz
Lídia Cruz (Duque de Caxias, 4 de setembro de 1998) é uma nadadora paralímpica brasileira.

## Biografia e carreira
Cruz é natural de Duque de Caxias, Rio de Janeiro. Ela nasceu com mielomeningocele, uma má-formação na coluna, que afeta os membros inferiores. Durante a adolescência, ela teve uma lesão encefálica que afetou os movimentos dos membros superiores.
Em junho de 2022, Cruz disputou pela primeira vez o Campeonato Mundial de natação paralímpica, onde foi medalha de ouro no revezamento 4×50m livre misto ao lado de Samuel Oliveira, Daniel Mendes e Joana Neves. O time completou a prova em 2min20s40. Já nos 100 metros livre classe S4, ela ficou com a prata marcando o tempo de 1min26s21. Nos 50 metros livre, conquistou a medalha de bronze e nos 200 metros livre, conquistou a medalha de bronze. Além destas provas, ela também competiu nos 150 metros medley, onde terminou na 4.ª colocação, nos 50 metros costas, onde também ficou em 4.º, e no revezamento 4x50 metros medley misto, onde também ficou com a 4.ª colocação. Em setembro do mesmo ano, ela disputou o Open de natação, realizado na Argentina, faturou o ouro nos 100 metros livre, nos 150 metros medley e nos 200 metros livre. Já nos 50 metros livre, ela ficou com a prata.
Em abril de 2023, na etapa de Mineápolis, nos Estados Unidos da América, da World Series de Natação Paralímpica, Cruz conquistou o bronze em duas provas: nos 50 metros peito, com o tempo de 1min24s53, e nos 200m livre, com 3min54s63. Em agosto do mesmo ano, disputou o Campeonato Mundial de Natação Paralímpica, em Manchester, na Inglaterra, faturou a medalha de prata nos 100 metros livre classe S4, com o tempo de 1min29s43, e no revezamento 4x50m livre misto 20 pontos, formando equipe com Patrícia Santos, Daniel Mendes e Talisson Glock. Eles teminaram a prova com a marca de 2min23s65.
Neste mesmo evento, a atleta ficou em 4.º lugar no revezamento misto 4x50 metros medley 20 pontos, 5.º lugar nos 50 metros costa, 4.º lugar nos 50 metros livre e 5.º lugar nos 200 metros livre.

## Principais conquistas
Campeonato Mundial de Natação Paralímpica
- Ouro – revezamento 4x50m livre (Ilha da Madeira 2022)[3]
- Prata – 100 metros livre (Ilha da Madeira 2022)[3]
- Prata – 200 metros livre (Ilha da Madeira 2022)[3]
- Bronze – 50 metros livre (Ilha da Madeira 2022)[3]
- Prata – 100 metros livre (Manchester 2023)[3]
- Prata – revezamento 4x50 metros livre (Manchester 2023)[3]